# Kloppenheim (Karben)
Kloppenheim ist ein Stadtteil von Karben im hessischen Wetteraukreis.

## Geografie
Die bis 1970 eigenständige Gemeinde grenzt südlich an Bad Vilbel sowie westlich an den Bad Homburger Stadtteil Ober-Erlenbach im Hochtaunuskreis. Sie ist der zweitkleinste Stadtteil von Karben. Kloppenheim hat eine Fläche von rund 399 Hektar.

## Geschichte

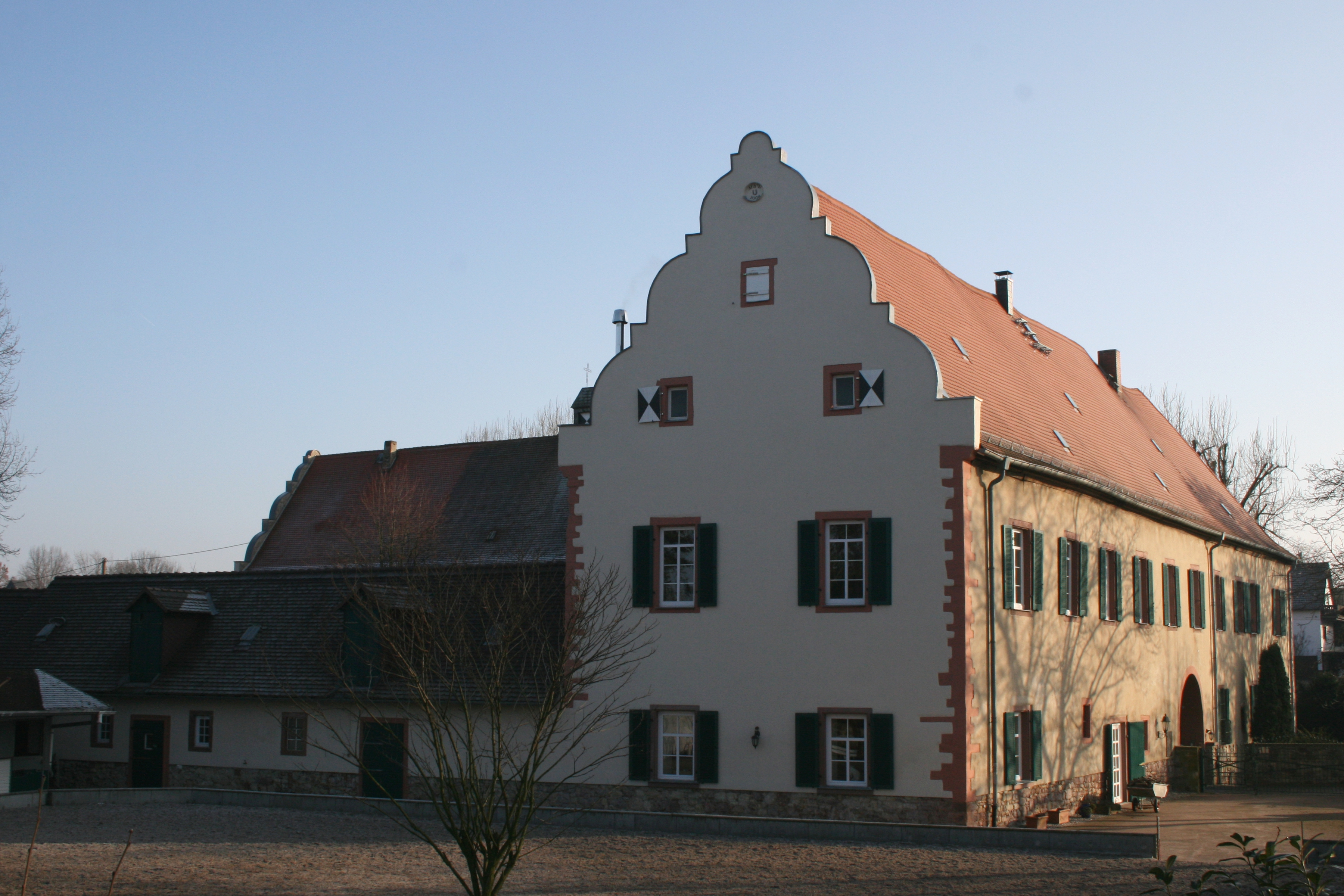
Deutschordensschloss Kloppenheim

### Anfänge
Das Gebiet von Kloppenheim war bereits in der Jungsteinzeit besiedelt.
Die älteste erhaltene Erwähnung des Ortsnamens stammt von 792.

### Territorial- und Verwaltungsgeschichte
Im Heiligen Römischen Reich gehörte das Dorf zunächst zum Freigericht Kaichen. Seit 1269 erwarb der Deutsche Orden Güter und Rechte im Ort. Seit 1424 ist der „Deutschordenhof“ durch Urkunden nachweisbar. Im frühen 18. Jahrhundert wurde der Hof zum Deutschordensschloss Kloppenheim umgebaut. Kloppenheim war seit Anfang des 18. Jahrhunderts Sitz einer Deutschordenskommende in der Ballei Franken. 1719 konnte der Orden die hoheitlichen Rechte über den Ort von der Burggrafschaft Friedberg erwerben und den Ort aus dem Freigericht herauslösen. 
Am 24. April 1809 erklärte Napoleon Bonaparte im Zuge des Fünften Koalitionskriegs den Deutschen Orden in den Rheinbundstaaten für aufgelöst. Der Ordensbesitz wurde den Fürsten des Rheinbundes überlassen. Hierdurch fielen dessen im Großherzogtum Hessen (Hessen‑Darmstadt) gelegenen Besitzungen diesem zu. Dazu zählte auch Kloppenheim. Das Großherzogtum schlug diesen Ort dem Amt Vilbel zu, das Amt wurde in der Folge als Amt Vilbel und Kloppenheim bezeichnet.
Zum 1. Juli 1970 entstand die Stadt Karben im Zuge der Gebietsreform in Hessen durch den freiwilligen Zusammenschluss der bis dahin eigenständigen Gemeinden Groß-Karben, Klein-Karben, Kloppenheim, Okarben und Rendel.

### Rechtsgeschichte
In Kloppenheim galt das Partikularrecht, die Friedberger Polizeiordnung. 1679 wurde sie erneuert und gedruckt. Damit ist sie zum ersten Mal schriftlich fassbar. Sie behandelte überwiegend Verwaltungs-, Polizei- und Ordnungsrecht. Insofern blieb für den weiten Bereich des Zivilrechts das Solmser Landrecht die Hauptrechtsquelle. Das Gemeine Recht galt darüber hinaus, wenn all diese Regelungen für einen Sachverhalt keine Bestimmungen enthielten. Diese Rechtslage blieb auch nach dem Erwerb durch den Deutschen Orden und das Großherzogtum Hessen (Hessen‑Darmstadt) im 19. Jahrhundert bestehen. Erst das Bürgerliche Gesetzbuch vom 1. Januar 1900, das einheitlich im ganzen Deutschen Kaiserreich galt, setzte dieses alte Partikularrecht außer Kraft. Von 1821 bis 1853 gehörte Kloppenheim zum Bezirk des Landgerichts Großkarben, der 1853 aufgelöst wurde, dann bis 1879 zu dem des Landgerichts Vilbel, ab 1879 zu dem des Amtsgerichts Vilbel.

## Kulturdenkmale

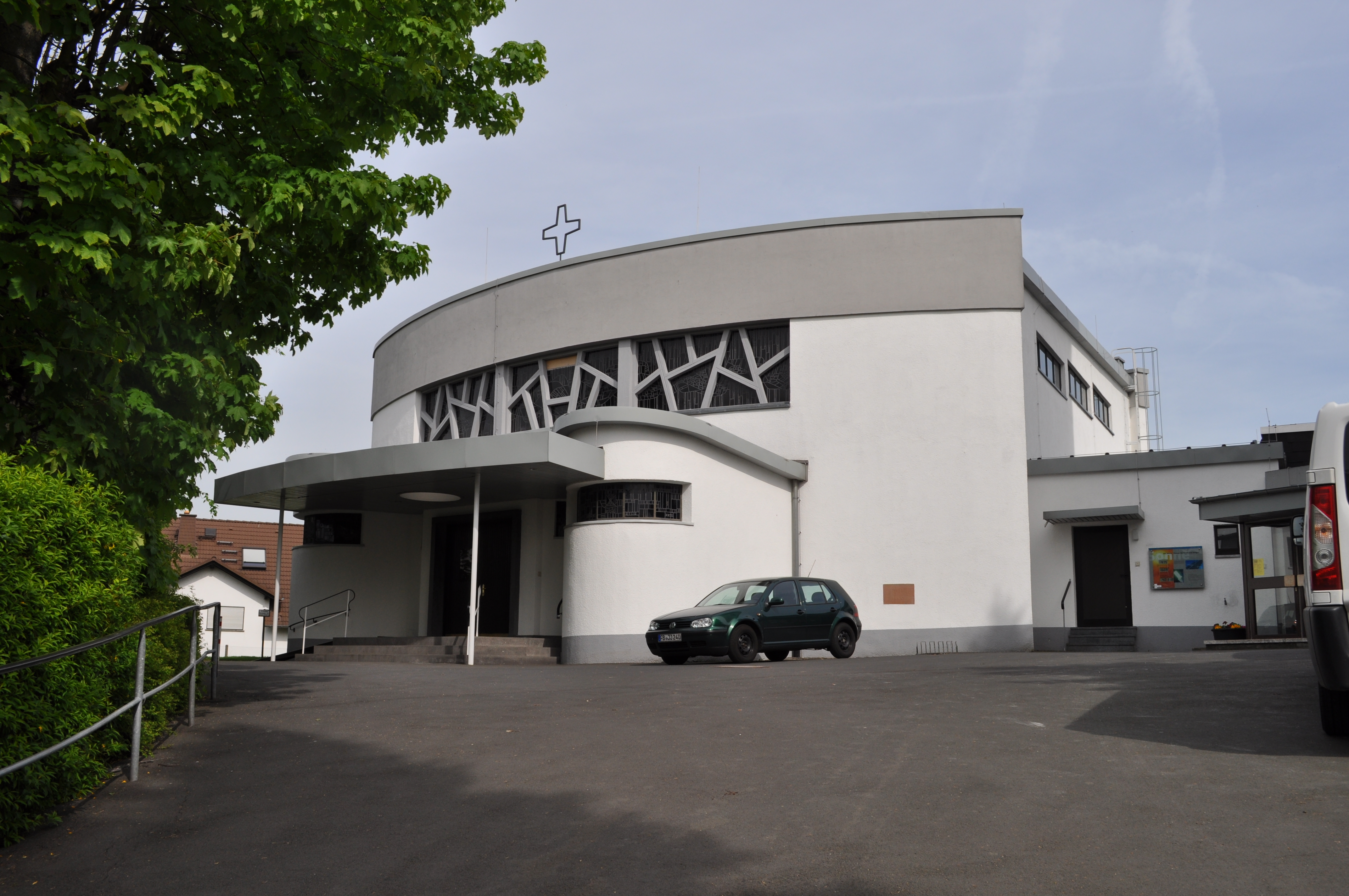
Kirche St. Johannes Nepomuk

Die Katholische Kirche St. Johannes Nepomuk wurde ab 1965 gebaut und 1967 dem Heiligen Johannes Nepomuk geweiht. 1967 zählte die Pfarrkuratie Kloppenheim mit ihren drei Filialen 2.500 Katholiken. 1975 wurden die Filialgemeinde Groß-Karben und Klein-Karben von der Muttergemeinde Kloppenheim abgetrennt. Mitte 2015 erhielt die Kirche eine neue digitale Orgel (Johannus Ecclesia T250, 34 Register).

## Persönlichkeiten
- Johann Breidenbach (* 1587 in Kloppenheim; † 2. April 1656 in Marburg), Moralphilosoph und Rechtswissenschaftler

### Persönlichkeiten nach denen Straßen/Plätze benannt wurden
| Name       | Link zu OpenStreetMap | Informationen zur Person |
| ---------- | --------------------- | --- |
| Franz Krug | Franz-Kurg-Straße     | Franz Krug kaufte als damaliger Prokurist 1903 die Firma „Taunusbrunnen“ und führte sie, bis die Wehrmacht 1943 das Gelände beschlagnahmte. |